# Emil Cioran
Emil Cioran (n. 8 aprilie 1911, Rășinari – d. 20 iunie 1995, Paris) a fost un filozof și scriitor român, devenit apatrid și stabilit în Franța, unde a trăit până la moarte ca apatrid, fără să ceară cetățenia franceză.

## Familia
Emil Cioran s-a născut în data de 8 aprilie 1911, în Casa Emil Cioran din Rășinari, în comitatul Sibiu, Austro-Ungaria (azi în județul Sibiu, România). Tatăl său, Emilian Cioran, a fost protopop ortodox și consilier al Mitropoliei din Sibiu. Mama sa, Elvira Cioran (n. Comaniciu), era originară din Veneția de Jos, comună situată în apropiere de Făgăraș. Tatăl Elvirei, Gheorghe Comaniciu, de profesie notar, fusese ridicat de autoritățile austro-ungare la rangul de baron. Astfel, pe linie maternă, Emil Cioran se trăgea dintr-o familie din nobilimea transilvană.

### Formarea
După studii clasice la Liceul Gheorghe Lazăr din Sibiu, începe la 17 ani studiul filozofiei la Universitatea din București. A fost coleg cu Constantin Noica și Mircea Eliade, elev al lui Tudor Vianu și Nae Ionescu. Bun cunoscător al limbii germane, a studiat în original pe Immanuel Kant, Arthur Schopenhauer, și mai ales pe Friedrich Nietzsche. Încă din tinerețe a arătat înclinație spre agnosticism, apărându-i evidentă "incoveniența existenței". În timpul studenției a fost în mod deosebit influențat de lectura lui Georg Simmel, Ludwig Klages și Martin Heidegger, precum și de filozoful rus Lev Șestov, care situase întâmplarea în centrul sistemului său de gândire. În 1933 obține o bursă, care îi permite să continue studiile de filozofie la Berlin, unde intră în contact cu Nicolai Hartmann și Ludwig Klages.

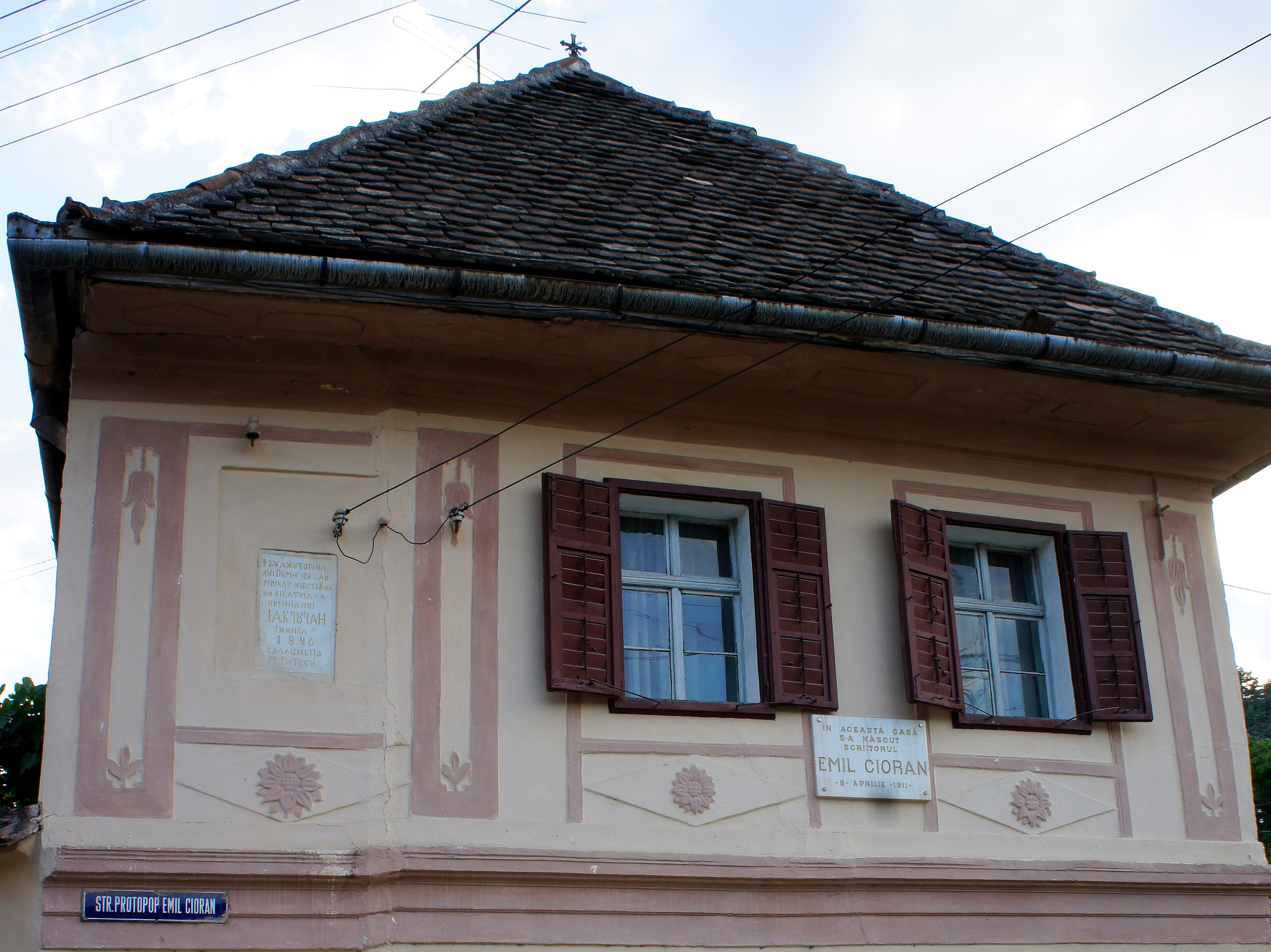
Casa Emil Cioran din Rășinari

## Primele volume

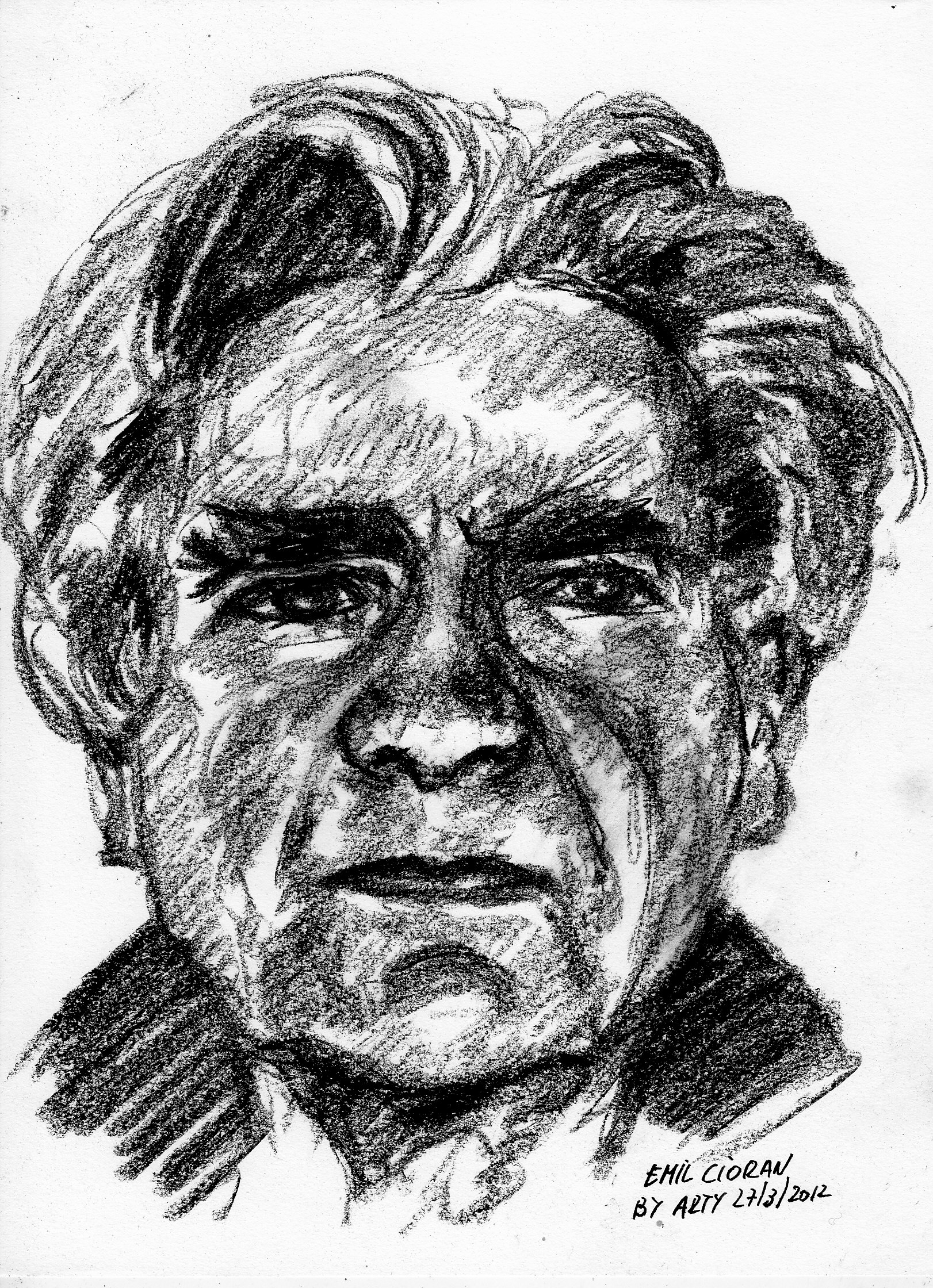
Portret în cărbune de Arturo Espinosa

Prima lui carte apărută în 1934 în România, Pe culmile disperării, a fost distinsă cu Premiul Comisiei pentru premierea scriitorilor tineri needitați și Premiul Tinerilor Scriitori Români. Succesiv au apărut: Cartea amăgirilor (1935), Schimbarea la față a României (1936), Lacrimi și Sfinți (1937). Cel de-al doilea volum, Schimbarea la față a României a fost autocenzurat în ediția a doua apărută la începutul anilor '90, autorul însuși eliminând numeroase pasaje considerate extremiste, "pretențioase și stupide".
Nevoia resimțită atunci de generația tânără a unei treziri spirituale pornită din exaltarea valorilor vitale, antiraționaliste, care a culminat într-un extremism de dreapta, a influențat viziunea tânărului Cioran. Deși nu a fost niciodată membru al Mișcării legionare, în perioada interbelică simpatizează cu ideile acesteia, fără a fi de acord cu metodele ei violente. Plecat cu o bursă la Berlin în 1933, se declară într-un articol admirator al lui Hitler și justifică provocator Noaptea cuțitelor lungi. Va repudia apoi definitiv, cu furie și rușine, această viziune, ca pe o inadmisibilă rătăcire a tinereții, argumentând prin ea refuzul oricărei implicări a individului în istorie.
Reîntors în țară, ocupă vreme de un an (1936) postul de profesor de filozofie la Liceul „Andrei Șaguna” din Brașov. În 1937 a plecat la Paris cu o bursă a Institutului Francez din București, care i se va prelungi până în 1944. În 1940 a început să scrie Îndreptar pătimaș, ultima sa carte în limba română, limbă pe care a abandonat-o în favoarea francezei. Varianta definitivă a Îndreptarului (rămasă inedită până în 1991) a fost încheiată în 1945, anul în care Cioran s-a stabilit definitiv în Franța. După retragerea cetățeniei române de către autoritățile comuniste a trăit la Paris ca apatrid. Cioran a fost urmărit de Securitate până în anul 1990. A dispus prin testament ca fondurile ce provin de pe urma publicării cărților sale în limba română  să se adune într-un fond separat și, prin alocare de burse, să vină în sprijinul tinerilor studioși. Așa a luat naștere Fundația „Emil Cioran” din București.

## Opera franceză

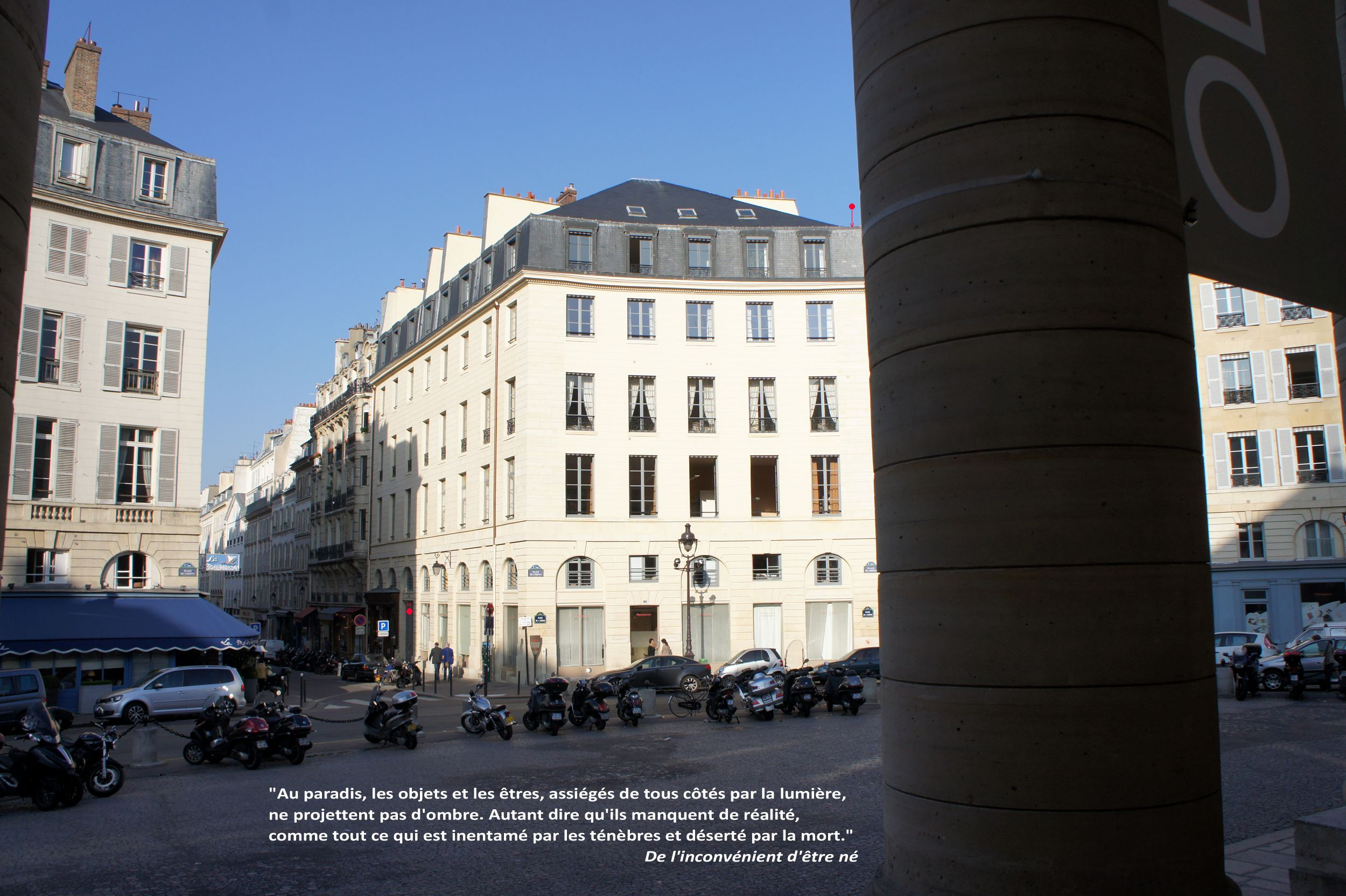
21 rue de l'Odéon (punctul roșu)

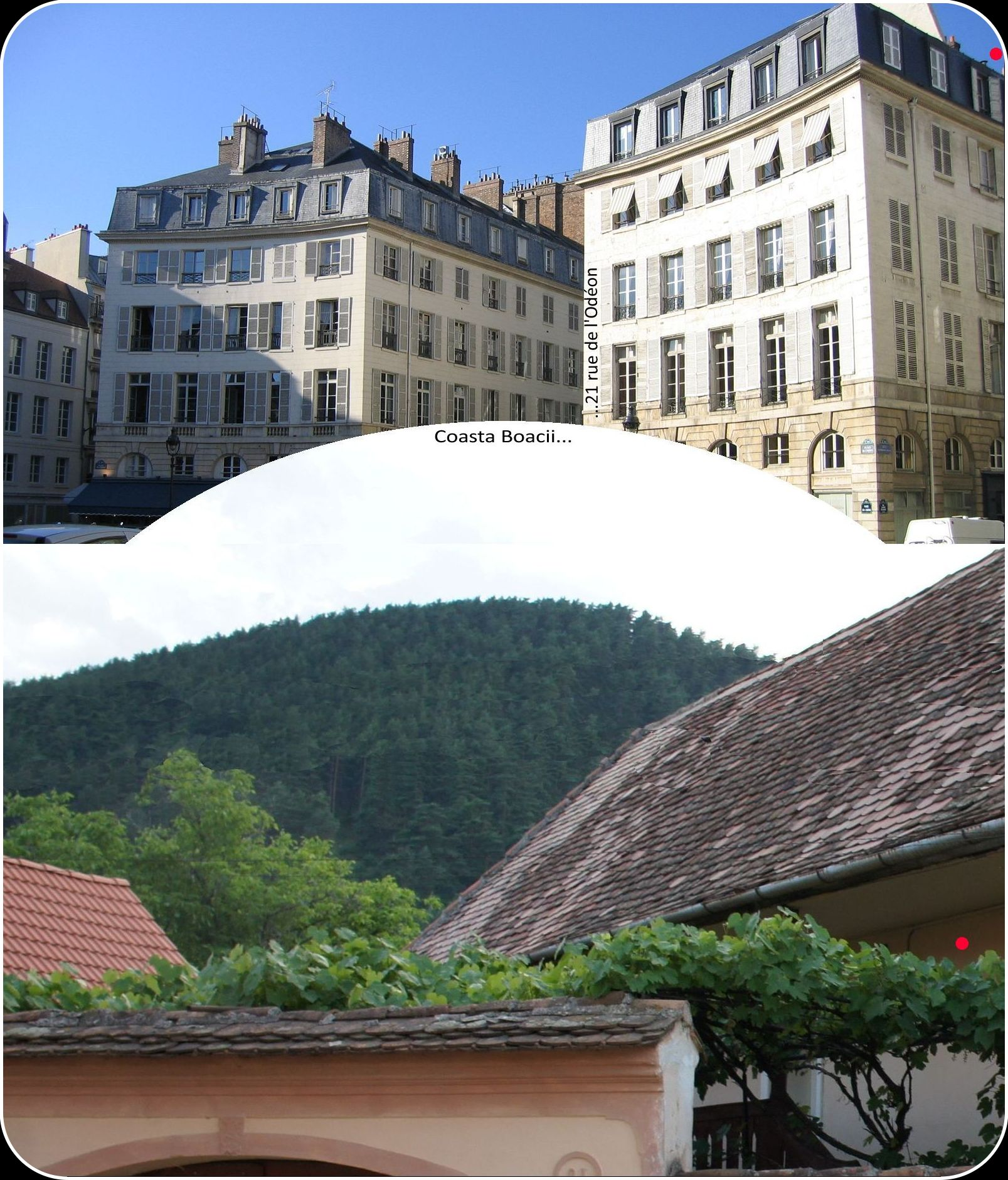
de la Coasta Boacii la rue de l'Odéon

În 1937 Emil Cioran pleacă în Franța cu o bursă a Institutului Francez din București. După o scurtă întoarcere în România (două luni, sfârșitul lui 1940- începutul lui 1941), el părăsește pentru totdeauna România și se stabilește la Paris. Din acest moment Cioran va publica numai în limba franceză, operele lui fiind apreciate nu numai pentru conținutul lor, dar și pentru stilul plin de distincție și finețe al limbii. În 1949 îi apare la editura Gallimard - editură care va publica mai târziu majoritatea cărților sale - prima lucrare scrisă în limba franceză, Précis de décomposition, distinsă în 1950 cu premiul Rivarol. Ulterior, Cioran refuză toate distincțiile literare care i-au fost atribuite.
Emil Cioran a locuit la Paris în Cartierul Latin, pe care nu l-a părăsit niciodată. A trăit mult timp retras, evitând publicitatea. În schimb a cultivat darul conversației cu numeroșii săi prieteni (Mircea Eliade, Eugen Ionescu, Paul Celan, Barbu Fundoianu , Samuel Beckett, Henri Michaux). Cioran a întreținut o vastă corespondență, dezvăluindu-se ca un remarcabil autor epistolar.
Epuizând încă din tinerețe interesul pentru filozofia de catedră, Cioran a părăsit devreme gândirea sistematică și speculațiile abstracte, pentru a se consacra unor cugetări profund personale. "N-am inventat nimic, am fost doar secretarul senzațiilor mele", va constata mai târziu. Din eseurile apărute în limba română se desprinde portretul unui tânăr gânditor din anii treizeci, influențat de mișcarea de idei din acea epocă în care intelectualii români descopereau gândirea existențialistă (sub varianta ei românească, cu accente creștine și mistice, "trăirismul").

## Tematica operei
Emil Cioran a început prin a fi un gânditor torturat de sentimente și senzații violente. Preocupat de problema morții și a suferinței, este atras de ideea sinuciderii ca idee care ajută supraviețuirii. Tema alienării omului, temă existențialistă prin excelență, prezentă la Jean-Paul Sartre sau Albert Camus, este formulată astfel, în 1932, de tânărul Cioran: "Să fie oare pentru noi existența un exil și neantul o patrie?"
Câteva teme mari străbat opera lui Emil Cioran: contingența ființei umane, păcatul originar, sensul tragic al istoriei, sfârșitul civilizației, amenințarea Răului, refuzul consolidării prin credință, obsesia absolutului, viața ca expresie a exilului metafizic al omului etc. Cioran a fost un gânditor pasionat de istorie, pe care o cunoștea bine din vastele sale lecturi și mai ales din autorii și memorialiștii perioadelor de decadență, de unde reflecțiile marcat gnostice și antimoderniste, oarecum în linia spengleriană, asupra destinului omului și civilizației. Atâta vreme cât a păstrat legătura cu originile și nu s-a înstrăinat de sine, omul a rezistat. Astăzi, el este pe cale să se distrugă prin obiectivare de sine, producție și reproducție irepresibilă, exces de autoanaliză, de transparență și prin triumful artificialului.

## Legionarismul
Deși n-a fost membru oficial al Mișcării legionare, Cioran a fost simpatizant al acesteia, fiind activ în organizație. Conform Deutsche Welle, el a fost „rinocerizat de legionarism și pronazism”. În noaptea în care a fost asasinat istoricul Nicolae Iorga, Cioran a citit în public o poezie proprie de laudă la adresa lui Corneliu Zelea Codreanu. Ulterior, s-a dezis de legionarism, făcând eforturi inclusiv pentru a-l salva pe scriitorul evreu Benjamin Fondane de la Auschwitz. Totuși, el a negat în continuare participarea României la Holocaust.

## Premii și distincții
- Premiul Rivarol, 1950[14]
- Centre National du Livre din Paris acordă o bursă pe an numită în cinstea lui [15]
- La Paris, București, Sibiu, Cluj, Rășinari există câte o stradă numită în cinstea lui
- În anul 2009 a fost declarat membru post-mortem al Academiei Române.[16]

## O particularitate onomastică: inițialaM.
Curând după debutul francez, Cioran începe să-și semneze volumele E.M. Cioran. Destui au presupus că inițiala M. trebuie să reprezinte comprimarea unui prenume francez sau românesc, probabil Michel sau Mihai. În realitate, inițiala "M." din semnătura sa de autor nu comprimă nicidecum un prenume real și a fost adoptată de filozof exclusiv din rațiuni fonetice și de reprezentare. După cum avea să-i relateze în 1984 prietenei și traducătoarei sale Sanda Stolojan, în limba franceză prenumele Emile are o rezonanță calină, în totală opoziție cu caracterul scrierilor sale. E. Cioran ar fi sunat nepotrivit. Astfel - consemnează Sanda Stolojan în jurnalul său parizian, Nori peste balcoane - s-a gândit la E.M. Forster și a adoptat inițiala. Aceasta e originea reală a literei M. Misterul a născut însă o neînțelegere care s-a perpetuat, unele site-uri, biografii de dicționar și articole de enciclopedie menționând încă și astăzi existența unui ipotetic prenume Mihai sau Michel al filozofului.

## Post scriptum de dincolo de moarte

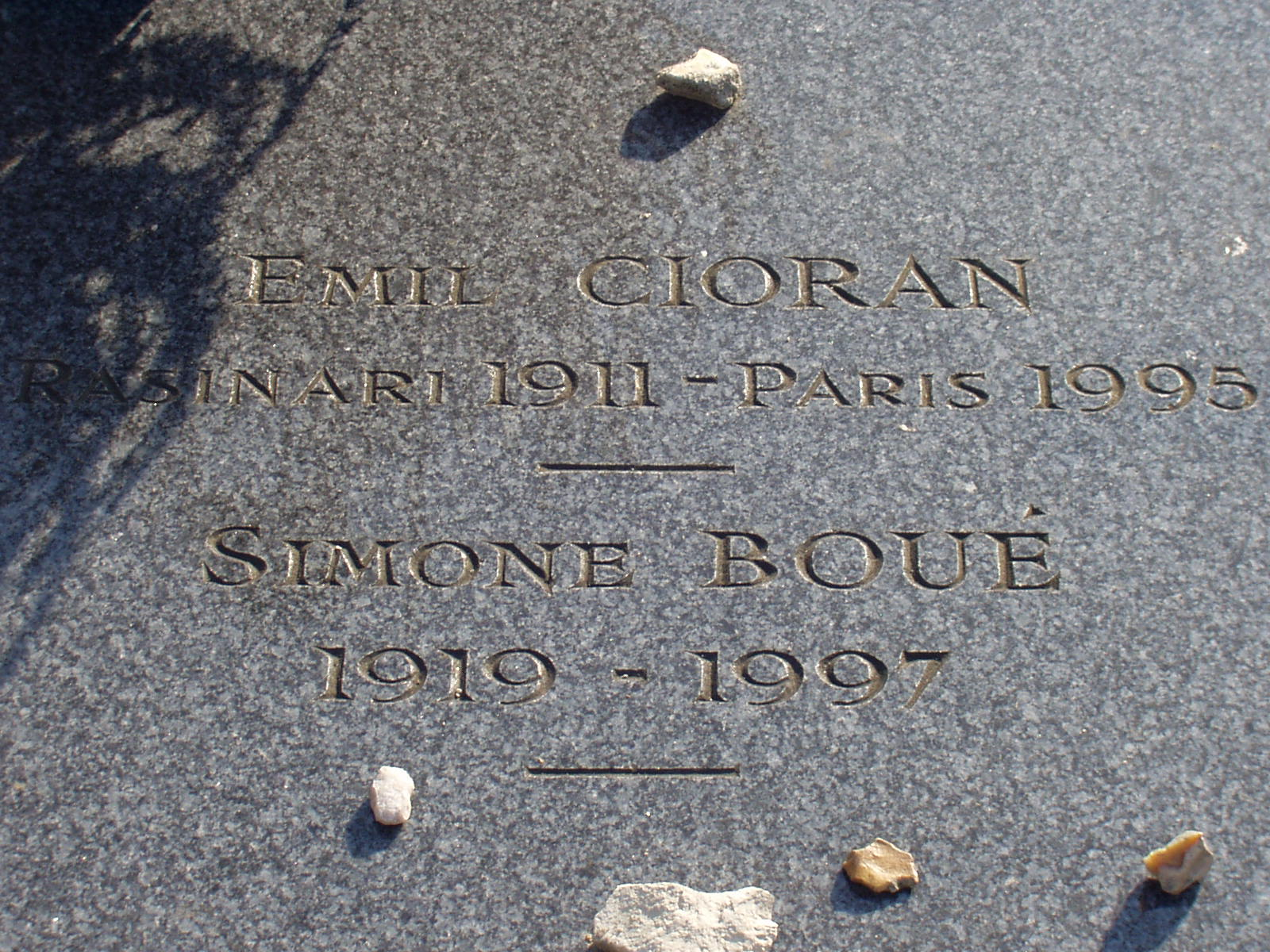
Mormântul lui Emil Cioran și al lui Simone Boué din Cimitirul Montparnasse

După moartea Simonei Boué, prietena de o viață a lui Emil Cioran, o serie de manuscrise ale acestuia (peste 30 de caiete) au fost găsite în apartamentul lor de o menajeră, care a încercat în 2005 scoaterea la licitație și valorificarea lor. Într-o primă etapă, o hotărâre a Curții de Apel din Paris a oprit comercializarea acestora. În urma judecării, Tribunalul din Paris decide în decembrie 2008 restituirea tuturor documentelor către persoana găsitoare, urmând ca aceasta să dispună de ele cum crede de cuviință. Printre manuscrise, în general versiuni ale unor lucrări deja apărute, se află și un jurnal inedit al lui Cioran, cuprinzând câțiva ani din perioada ulterioară lui 1965-1972 (anii în care și-a scris Caietele sale), document de un excepțional interes pentru editori și cititori, și probabil ultima scriere inedită a filozofului.

## In memoriam

Monumentul lui Emil Cioran din București

- Pe strada „Protopop Emil Cioran” din comuna sibiană Rășinari se află casa în care s-a născut Emil Cioran. Pe peretele casei este montată o placă de marmură, sub care se află un mic bust, care amintesc de marele filozof român.[18][19]
- Sâmbătă, 18 mai 2013, în comuna Rășinari, în fața Căminului cultural a avut loc dezvelirea oficială a unui bust mai mare al lui Emil Cioran.[20]
- Un monument dedicat filosofului și scriitorului Emil Cioran a fost dezvelit în data de 9 decembrie 2015 la București, la intersecția străzilor Gara de Nord și Mircea Vulcănescu. Autorul lucrării, artistul plastic Valentin Duicu, a turnat în bronz bustul în 2013, iar soclul a fost confecționat în 2015 din calcar de Vrața, adus din Bulgaria. Monumentul are o înălțime de 3,40 metri, în care bustul are 1,4 metri, iar soclul 2 metri.[21] Monumentul este amplasat pe spațiul verde ce desparte trotuarul de partea carosabilă, cu fața spre stradă, încât poate fi văzut numai de cei care călătoresc cu mașina. De pe trotuar, i se vede doar spatele. Primăria Capitalei spune că a fost singura soluție după ce a descoperit, post-factum, că amplasamentul propus inițial se afla pe teren privat.[22]